# Краксове
Краксовете (Crax) са род птици от разред Кокошоподобни. Срещат се в Централна Америка. Характерно за този род птици е разнообразието от форми и цветове на орнаментите на клюна при мъжките. 